# Hotel Rzymski w Warszawie
Hotel Rzymski – hotel, który znajdował się w Warszawie przy ul. Focha 1 (wcześniej Nowosenatorska, później Moliera), róg Trębackiej 10. Zniszczony podczas II wojny światowej.

## Historia
Budynek powstał prawdopodobnie w połowie XVIII w. przy ul. Trębackiej jako pałac dla Antoniego K. Ostrowskiego. W 1784 właścicielem został August Sułkowski, który przeistoczył go na Zajazd „Rydzyna”. W 1828 nabyła go Brygida Ostrowska, w 1834 Paweł Jaworski, który po przebudowaniu w 1840 na hotel, nadał nazwę „Rzymski”. W latach 1922–1924 w hotelu mieściło się poselstwo ZSRR. W 1938 hotel dysponował 80 pokojami. Obiekt został zniszczony w czasie II wojny światowej.